# Rudolf Hannakampf
Rudolf „Rudi“ Hannakampf (* 22. Oktober 1948) ist ein ehemaliger deutscher Fußballspieler.

## Sportlicher Werdegang
Hannakampf schloss sich 1973 von Wacker Burghausen kommend dem 1. FC Nürnberg an. Mit dem seinerzeit zweitklassig antretenden Rekordmeister qualifizierte sich der Libero in der letzten Spielzeit der Regionalliga Süd für die Aufstiegsrunde zur Bundesliga, während als Gruppenzweiter mit der um ein Tor schlechteren Tordifferenz gegenüber Eintracht Braunschweig die Rückkehr in die höchste Spielklasse verpasst wurde, qualifizierte er sich mit der Mannschaft für die 2. Bundesliga. Dabei stand er in allen acht Partien der Aufstiegsrunde auf dem Feld, beim 9:1-Erfolg über Wacker 04 Berlin trug er sich in die Torschützenliste ein. Als Vizemeister der Südstaffel in der Spielzeit 1975/76 kam es zu Aufstiegsspielen gegen den Nord-Zweiten Borussia Dortmund. Im ersten Spiel sah er in der 81. Spielminute die Rote Karte, wenige Minuten später erzielte Egwin Wolf den entscheidenden Treffer zum 1:0-Auswärtserfolg der Borussen. Im Rückspiel gesperrt, musste Trainer Hans Tilkowski Hannakampf auf der Libero-Position durch den Teenager Günter Dämpfling ersetzen. Im Westfalenstadion setzte sich jedoch der Konkurrent trotz zweimaligen Nürnberger Ausgleichs mit einem 3:2-Erfolg durch. Unter dem neuen Trainer Horst Buhtz gehörte er noch zum erweiterten Stamm, kam aber gegen Ende der Spielzeit 1976/77 nicht mehr zum Zug und verließ nach insgesamt 103 Zweitligaspielen, davon 74 Spielen in der 2. Bundesliga den Club.
Im Sommer 1977 wechselte Hannakampf zum Ligakonkurrenten SpVgg Bayreuth. Hier war er unter Trainer Heinz Elzner unumstrittener Stammspieler, in der Spielzeit 1977/78 stand er in allen 38 Saisonspielen auf dem Platz. An der Seite von Harald Bleckert, Manfred Größler, Uwe Sommerer, Wolfgang Mahr, Wolfgang Breuer und Reinhard Brendel erreichte er in einer eingespielten Mannschaft – elf Spieler bestritten mindestens 33 der 38 Saisonspiele – in der folgenden Spielzeit den zweiten Tabellenplatz. In der Aufstiegsrunde traf der Libero auf seinen Ex-Trainer Buhtz, der in Diensten von Bayer 05 Uerdingen stand. Nach einem 1:1-Remis im Hinspiel erzielte Willi Götz im Rückspiel den entscheidenden Treffer für die Mannschaft aus Krefeld, die in die Bundesliga aufstieg. Nach einem 13. Platz beendete er nach drei Jahren seine Profikarriere, in der er 110 Spiele für die Bayreuther in der 2. Bundesliga bestritten hatte.
Hannakampf schloss sich der aufstrebenden SpVgg Unterhaching in der viertklassigen Landesliga Bayern an, mit der er im Sommer 1981 in die Bayernliga aufstieg. Ab spätestens 1982 lief er beim drittklassigen Ligakonkurrenten TSV Ampfing auf, wo er unter anderem auf Norbert Janzon, Manfred Eiben und Rainer Hörgl traf. Ende der 1980er Jahre kehrte er als Trainer zeitweise zum seinerzeitigen Viertligisten Wacker Burghausen zurück.